# アイヌタイムズ
アイヌタイムズは、アイヌ語の新聞。アイヌ語ペンクラブによって1997年3月に創刊された。季刊。本文は、アイヌ語仮名表記とラテン文字表記を併用している。

## 歴史
1996年秋にアイヌ語ペンクラブが結成され、翌年1997年3月にアイヌ語表記による新聞の第一版が発行された。萱野志朗が初代会長を務め、野本久栄が1998年春に会長になった。現在の編集委員長はギタリストの浜田隆史が務めている。年に4回季刊紙だったが、近年では年に2～3回しか発行されていない。